# Rafael Alba
Rafael Yunier Alba Castillo, född 12 augusti 1993 i Santiago de Cuba, är en kubansk taekwondoutövare.

## Karriär
I juli 2013 tog Alba guld i 87 kg-klassen vid VM i Puebla efter att ha besegrat kinesiska Ma Zhaoyong i finalen. I november 2014 tog han guld i 87 kg-klassen vid Centralamerikanska och karibiska spelen i Veracruz efter att ha besegrat jamaicanska Craig Brown i finalen.
I maj 2015 tog Alba brons i 87 kg-klassen vid VM i Tjeljabinsk. I juli 2015 tog han guld i +80 kg-klassen vid Panamerikanska spelen i Toronto efter att ha besegrat venezuelanska Carlos Rivas i finalen. I oktober 2015 tog Alba silver i +87 kg-klassen vid Grand Prix i Manchester efter en finalförlust mot uzbekiska Dmitrij Sjokin. I juni 2016 tog han guld i +87 kg-klassen vid Panamerikanska mästerskapen i Querétaro efter att ha besegrat amerikanska Stephen Lambdin i finalen. I augusti 2016 tävlade Alba för Kuba vid olympiska sommarspelen 2016 i Rio de Janeiro, där han blev utslagen i kvartsfinalen i +80 kg-klassen mot uzbekiska Dmitrij Sjokin.
I juli 2018 tog Alba guld i 87 kg-klassen vid Centralamerikanska och karibiska spelen i Barranquilla efter att ha besegrat puertoricanska Brian Ruidíaz i finalen.  I maj 2019 tog han guld i +87 kg-klassen vid VM i Manchester efter att ha besegrat mexikanska Carlos Sansores i finalen. I juli 2019 tog Alba silver i +80 kg-klassen vid Panamerikanska spelen i Lima efter en finalförlust mot amerikanska Jonathan Healy.
I juni 2021 tog Alba guld i +87 kg-klassen vid Panamerikanska mästerskapen i Cancún efter att ha besegrat amerikanska Jonathan Healy i finalen. Följande månad tävlade Alba vid OS i Tokyo där han förlorade i åttondelsfinalen i +80 kg-klassen mot makedonska Dejan Georgievski. Alba fick sedan en ny chans i återkvalet och besegrade först ivorianska Seydou Gbané och sedan kinesiska Sun Hongyi i bronsmatchen. I september 2022 tog han guld i +80 kg-klassen vid Grand Prix i Paris efter att ha besegrat kroatiska Ivan Šapina i finalen.
I maj 2024 tog Alba guld i +87 kg-klassen vid panamerikanska mästerskapen i Rio de Janeiro efter att ha besegrat amerikanske Jonathan Healy i finalen. Vid OS 2024 i Paris tog han brons i +80 kg-klassen.